# 庆坡站
慶坡站（朝鲜语：경파역；）曾为朝鲜半岛铁路金刚山线上的一个车站，位于江原道金化郡，已于1950年废止。

## 历史
- 1926年9月15日：开始使用。
- 1950年6月25日：停用本站。